# 舊城 (加利福尼亞州馬林縣)
舊城（英語：Old Town）是位於美國加利福尼亞州馬林縣的一個非建制地區。該地的面積和人口皆未知。

## 地理
舊城的座標為38°05′45″N 122°34′08″W / 38.09583°N 122.56889°W，而該地的平均海拔高度為4米（即13英尺）。